# Pacient

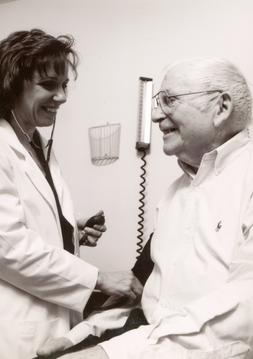
Pacient sotmetent-se a proves mèdiques.

Un pacient en el llenguatge comú és una persona malalta a la qual atén un metge. En medicina i en general en les ciències de la salut, el pacient és algú que pateix dolor o malestar (moltes malalties causen molèsties diverses, i un gran nombre de pacients també pateixen dolor). En termes sociològics i administratius, pacient és el subjecte que rep els serveis d'un metge o un altre professional de la salut, i es sotmet a un examen, a un tractament o a una intervenció.

## Fases en l'atenció del pacient
Abans d'arribar a ser formalment pacient, l'individu passa per diverses etapes: la identificació dels símptomes, el diagnòstic, el tractament i el resultat (vegeu l'anomenada  història natural de la malaltia).
Dins l'entorn hospitalari, el pacient comença a comportar-se de forma diferent de com ho faria en una altra situació. Aquest fet s'anomena "institucionalització", i es basa en la pèrdua d'autonomia, la qual cosa implica que la persona haurà d'aprendre a conformar-se amb les regles i rutines de l'hospital. Moltes vegades aquest procés no és acceptat pel pacient, però haurà d'esperar a recuperar-se, per retornar al rol que tenia inicialment.

## Pacients i usuaris
Recentment, la paraula "pacient" s'està començant a substituir per la paraula "usuari". Per descomptat, tant si diem "pacient" com "usuari", és indispensable que la persona que assisteix a una consulta amb un professional de la salut sigui conscient de les seves sensacions, els seus símptomes; que estigui pendent, preferentment amb anticipació a l'aparició dels símptomes, de tota sensació (tant les habituals com les esporàdiques), de tot dolor, de tot canvi, ja que aquest reconeixement, és el primer pas per trobar el camí cap a un bon estat de salut tant física com mental.

## Tipus de pacients: terminologies d'altres disciplines
En algunes ciències de la salut (en alguns tipus de teràpia psicològica, en particular) el pacient rep altres noms: en algunes escoles de la psicoanàlisi, per exemple, es denomina analitzant (gal·licisme; prové del terme francès analysand). En la denominada teràpia centrada en el client o teràpia centrada en la persona, el seu autor, Carl Rogers, utilitza aquest terme per a parlar d'un tipus de teràpia no directiva o, més en general, fins i tot d'un enfocament d'interrelacions humanes.